# GMC New Design
GMC New Design – samochód dostawczo-osobowy typu pickup klasy wyższej produkowany pod amerykańską marką GMC w latach 1947–1955. 

## Historia i opis modelu

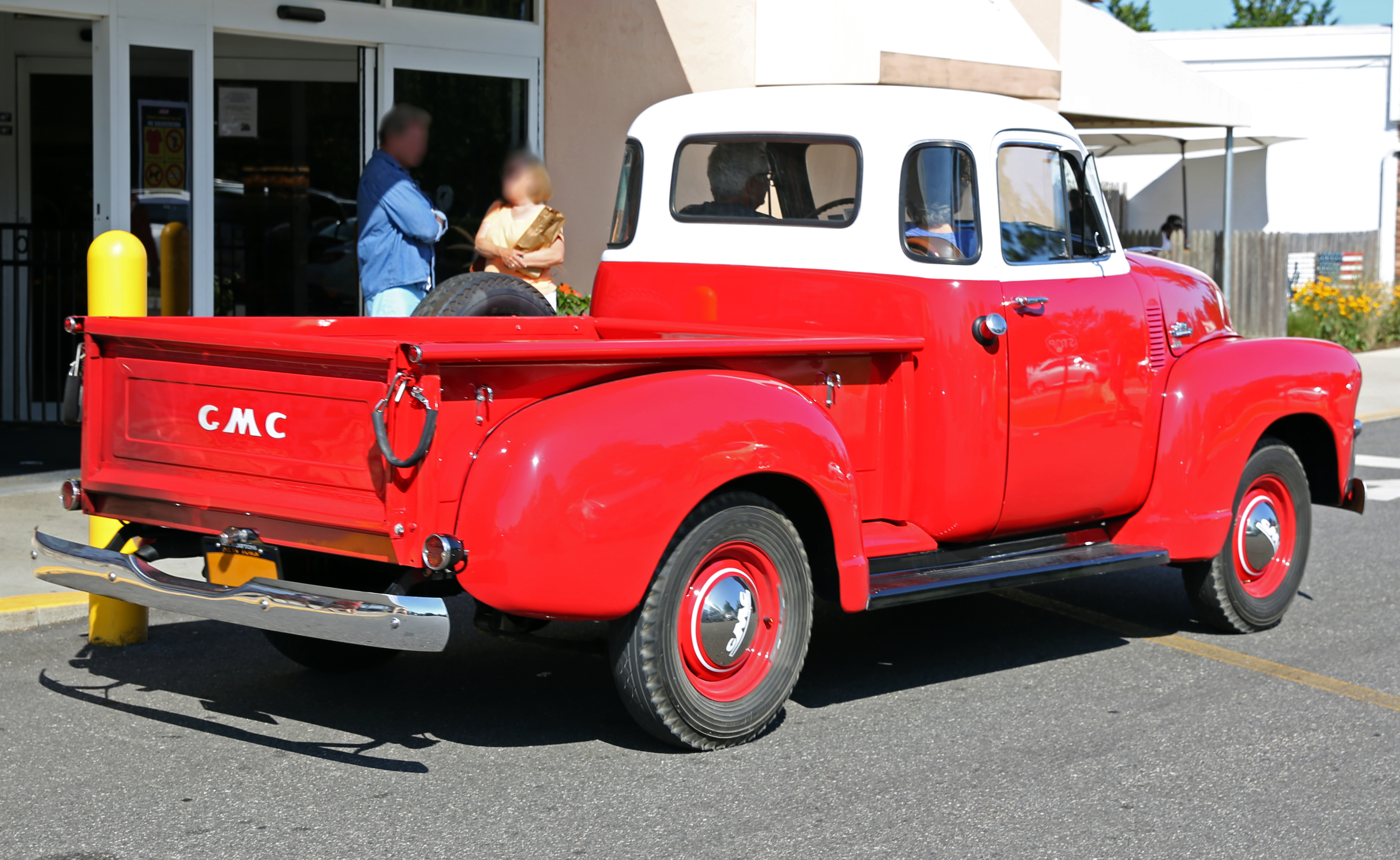
GMC New Design - tył

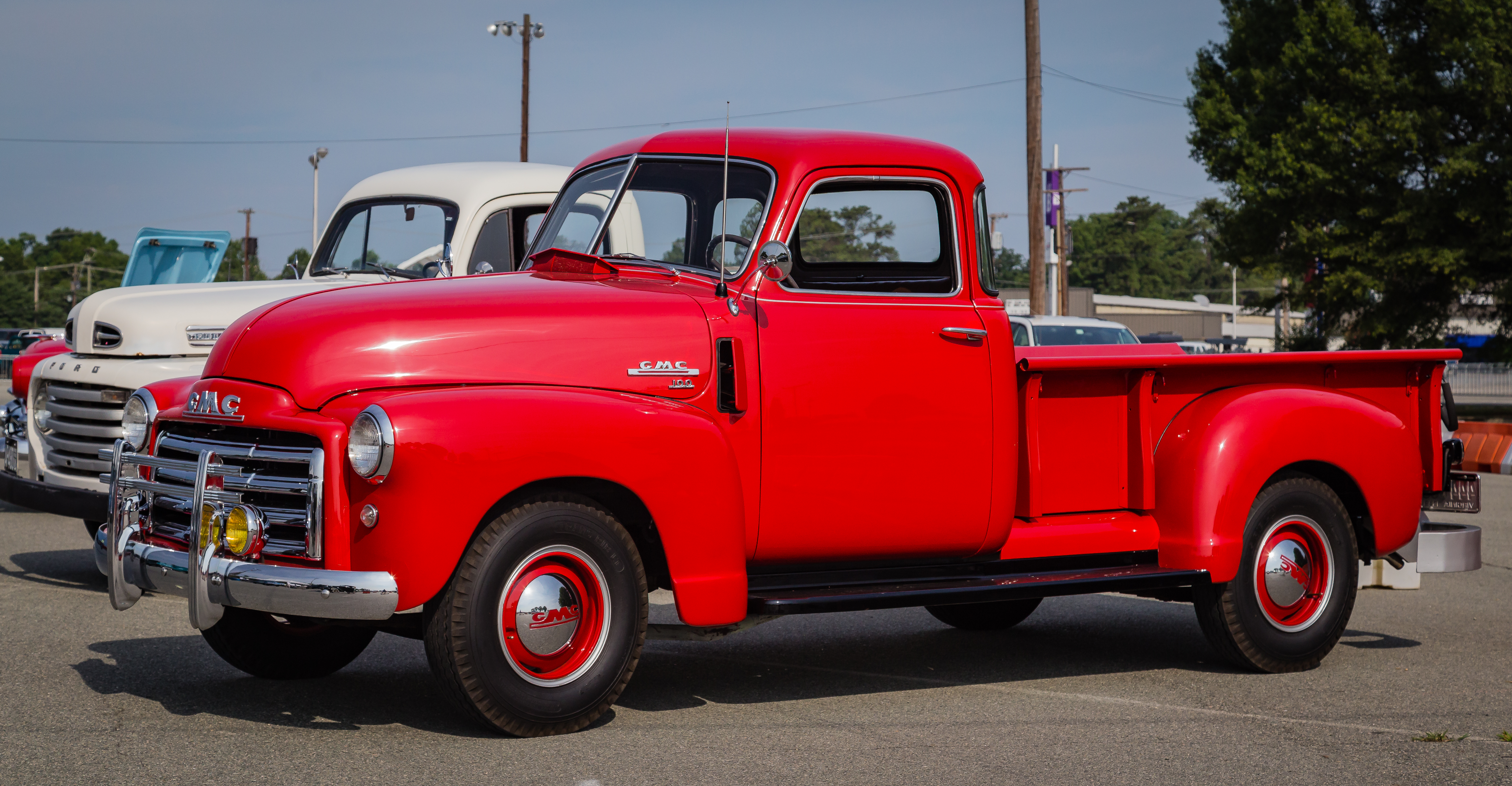
GMC New Design LWB

W 1947 roku GMC przedstawiło bliźniaczy model wobec Chevroleta AK-Series, który powstał na nowej platformie koncernu General Motors. Model New Design zastąpił model C/E, odróżniając się od niego innym wyglądem pasa przedniego, łagodniej zarysowanymi błotnikami i jeszcze większą atrapę chłodnicy co w przypadku poprzednika. Opcjonalnie samochód był oferowany w podwójnym malowaniu nadwozia, a także dwóch rozstawach osi.

### Wersje
- 100
- 300

### Silnik
- L6 3.5l
- L6 3.9l
- L6 4.3l